# WrestleMania 37
WrestleMania 37 fue la trigésima séptima edición de WrestleMania, un evento pago por visión (PPV) de lucha libre profesional producido por la WWE. El evento se desarrolló en dos noches, el 10 y 11 de abril de 2021, en el Raymond James Stadium en Tampa, Florida. Tras la fusión del WWE Network con Peacock en los Estados Unidos, WrestleMania 37 es el primer evento importante de la WWE en el que los suscriptores estadounidenses solo pudieron ver el evento a través del canal WWE Network de Peacock. El tema musical del evento fue "Save Your Tears" de The Weeknd.
El evento estaba originalmente programado para el 28 de marzo de 2021 en el SoFi Stadium en Inglewood, California; sin embargo, la pandemia de COVID-19 en California hizo poco probable que el evento pudiera llevarse a cabo allí con espectadores en persona. Florida, sin embargo, levantó esas restricciones, y WWE a su vez retrasó la fecha del evento y lo trasladó al Raymond James Stadium en Tampa, que era el lugar originalmente planeado para WrestleMania 36 antes de que la pandemia lo obligara a ser reubicado y mantenido a puertas cerradas en el WWE Performance Center en Orlando, Florida. Como resultado, fue el primer evento que contó con asistentes con boletos en asistir a un evento durante la pandemia de COVID-19, aunque con capacidad limitada; el último evento de la WWE que contó con asistentes con boletos fue NXT el 11 de marzo de 2020, justo antes de que restricciones por la pandemia entraran en vigencia.
Fue el primer WrestleMania que no presenta a John Cena desde WrestleMania X8. El evento también fue el primer WrestleMania desde la edición de 2010 en tener una aparición en pantalla del presidente y director ejecutivo de WWE, Vince McMahon, quien abrió el evento para dar la bienvenida a los aficionados.

## Producción
WrestleMania se considera el evento insignia de la WWE, ya que se celebró por primera vez en 1985. Es el evento de lucha libre profesional de mayor duración en la historia y se celebra anualmente entre mediados de marzo y mediados de abril. Fue el primero de los cuatro pagos por evento originales de la WWE, que incluyen Royal Rumble, SummerSlam y Survivor Series. WrestleMania está clasificado como la sexta marca deportiva más valiosa del mundo por Forbes, y ha sido descrito como el Super Bowl de entretenimiento deportivo. Contará con luchadores de las marcas Raw y SmackDown, aunque WrestleMania 36 también contó con luchadores de NXT, esto no ocurrió para WrestleMania 37.
WrestleMania 37 se anunció originalmente que se llevaría a cabo en la ciudad de Inglewood, California en el SoFi Stadium el 28 de marzo de 2021, comercializado como WrestleMania Hollywood. Habría sido el primero desde WrestleMania 21 en realizarse en el Gran Los Ángeles, y el séptimo en el estado de California (después de 2, VII, XII, 2000, 21, y 31). Sin embargo, el 16 de enero, WWE confirmó oficialmente que WrestleMania 37 se llevaría a cabo en el Raymond James Stadium en Tampa, Florida, el lugar originalmente planeado para WrestleMania 36, como un evento de dos noches el 10 y 11 de abril de 2021. Será el quinto WrestleMania que se llevará a cabo en el estado de Florida (después de XXIV, XXVIII, 33 y 36). WrestleMania 37 adoptó gran parte del marketing de temática pirata que se utilizó originalmente para WrestleMania 36, incluido un logotipo similar. Será el primer evento de la WWE en tener entradas para los fanáticos durante la pandemia de COVID-19. Los boletos originalmente iban a salir a la venta el 16 de marzo, con boletos individuales para cada noche, así como paquetes de dos noches disponibles, pero los boletos a la venta se retrasaron. WWE tampoco reveló oficialmente cuántos boletos estarían disponibles para cada noche. La directora de marca de la WWE, Stephanie McMahon, dijo que tienen un plan sobre cuántos fanáticos admitirán exactamente, pero aún no estaban listos para revelar ese número. El Wrestling Observer Newsletter informó inicialmente que WWE planeaba limitar la asistencia a 30000 espectadores por cada noche, pero en marzo, informaron que WWE ahora espera 45 000 espectadores por noche, si puede ser aprobado por la ciudad de Tampa. Este número sería el 75% de la capacidad del estadio y marcaría el evento deportivo más concurrido desde que comenzó la pandemia.
El 25 de enero de 2021, WWE anunció que el WWE Network sería distribuido exclusivamente por Peacock en los Estados Unidos como parte de un nuevo acuerdo con NBCUniversal, que se transmite Monday Night Raw y NXT en USA Network. A partir del 18 de marzo, WWE Network se convertirá en un canal prémium de Peacock, y los suscriptores prémium al servicio recibirán acceso a WWE Network sin costo adicional. WrestleMania 37 será el primer WrestleMania producido bajo este nuevo acuerdo. Estos cambios no afectarán al WWE Network fuera de los Estados Unidos, que aún será distribuido como un servicio independiente por WWE y sus socios existentes. La versión independiente del WWE Network en los Estados Unidos continuará existiendo junto con el canal WWE Network de Peacock hasta el 4 de abril, después de lo cual, WWE Network solo estará disponible a través de Peacock para los suscriptores de Estados Unidos, lo que hará de WrestleMania 37 el primer gran evento de WWE en cuyos suscriptores de Estados Unidos solo pueden transmitir el evento a través del canal WWE Network de Peacock.

### Impacto de la pandemia COVID-19
Debido a la pandemia de COVID-19, WWE suspendió sus espectáculos de gira a mediados de marzo de 2020 y trasladó sus transmisiones semanales para las marcas Raw y SmackDown, así como el pago por visión, a su centro de entrenamiento WWE Performance Center en Orlando, Florida, sin espectadores externos y solo personal esencial presente. Esto incluyó WrestleMania 36, que fue el primer pago por evento que se vio afectado por la pandemia. NXT continuó transmitiendo desde la Universidad Full Sail en Winter Park, Florida, pero con limitaciones similares. A fines de agosto, WWE trasladó su programación para Raw y SmackDown al Amway Center de Orlando, utilizando una nueva producción de arena denominada WWE ThunderDome para mostrar una audiencia virtual en pantallas LED alrededor del ring, pero aún sin espectadores externos. En octubre, NXT se mudó al Performance Center en una configuración similar denominada Capitol Wrestling Center, que combina la audiencia virtual en pantallas con una pequeña audiencia en vivo, mientras que en diciembre, ThunderDome se trasladó a Tropicana Field en San Petersburgo, Florida.
En octubre de 2020, el Wrestling Observer Newsletter informó que WWE estaba reubicando WrestleMania 37 en el Raymond James Stadium en Tampa, Florida, el lugar originalmente planeado para WrestleMania 36, ya que las órdenes de salud actuales y el estado de la pandemia en California hacían poco probable que el evento podría realizarse con espectadores presenciales allí. Por el contrario, Florida eliminó oficialmente los límites de capacidad para eventos deportivos a fines de septiembre, pero las organizaciones deportivas locales han continuado limitando voluntariamente su capacidad de acuerdo con las pautas de los CDC. La promoción rival All Elite Wrestling (AEW) ha realizado grabaciones con espectadores en el Daily's Place de Jacksonville desde finales de agosto de 2020, al 15% de la capacidad del lugar. Los Tampa Bay Buccaneers de la National Football League (NFL) comenzaron a admitir fanáticos en sus juegos en el Raymond James Stadium en octubre, con una capacidad máxima del 25%. El estadio también albergará el juego de campeonato de la NFL, el Super Bowl LV, el 7 de febrero de 2021, y la liga planea limitar el estadio al menos al 20% de su capacidad. El 15 de enero, Fightful Select informó que WWE podría retrasar WrestleMania 37 desde su fecha original del 28 de marzo al 11 de abril. Su informe también indicó que el evento no se llevaría a cabo en California, pero que el traslado al Raymond James Stadium aún no estaba confirmado.

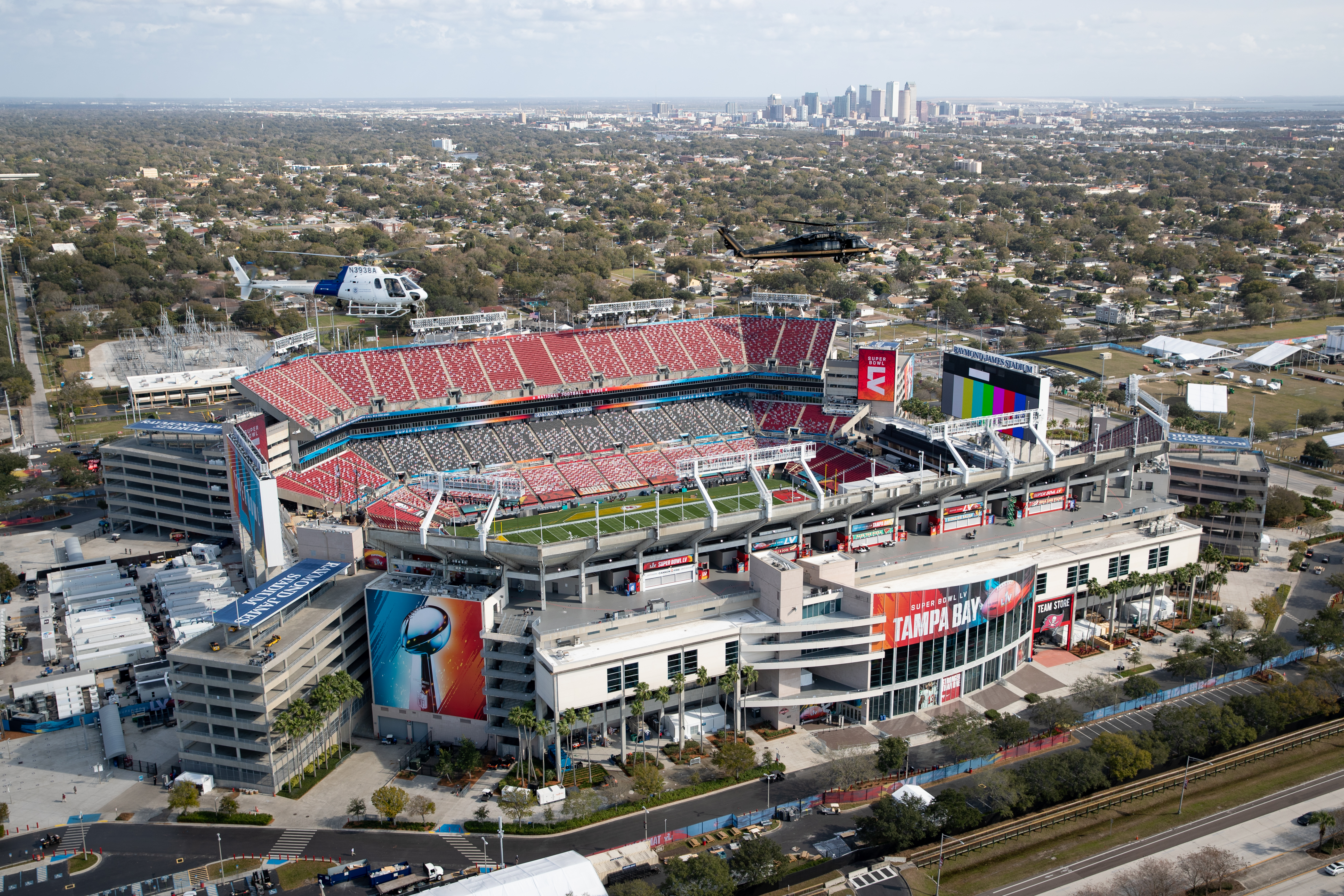
Raymond James Stadium, el sitio de WrestleMania 37, mostrado antes del Super Bowl LV con recortes de cartón colocados en asientos seleccionados para reforzar el distanciamiento físico.

El 16 de enero de 2021, WWE anunció oficialmente que WrestleMania 37 se llevaría a cabo en el Estadio Raymond James en Tampa, y al igual que WrestleMania 36, sería un evento de dos noches, celebrado el 10 y 11 de abril de 2021. WWE también confirmó que SoFi En cambio, el estadio albergaría WrestleMania 39 en 2023, ya que WrestleMania 38 estaba programado para el AT&T Stadium en Arlington, Texas en 2022. La alcaldesa de Tampa, Jane Castor, declaró que el evento sería «al estilo de la WWE, la historia de regreso perfecta y marca una clara indicación de que nuestra hermosa ciudad está lista para recuperarse más fuerte que nunca». El alcalde de Inglewood, James T. Butts Jr., dio la bienvenida a la decisión de la WWE de permitir que Tampa «tenga su momento legítimo de WrestleMania». WWE también anunció que pronto revelarían los protocolos de seguridad COVID-19 del evento. En una entrevista con TMZ Sports el 19 de enero, Stephanie McMahon afirmó el plan de la WWE de tener fanáticos en vivo presentes en WrestleMania 37, afirmando que «con suerte, esta será la primera oportunidad para que nuestros fanáticos vuelvan a asistir». También dijo que estarían observando cómo la NFL maneja la organización del Super Bowl para aprender logísticamente qué funciona y qué no funciona.

## Antecedentes
Inmediatamente después de WrestleMania XXVII en 2011, Edge, quien en ese momento tenía el ahora desaparecido Campeonato Mundial Peso Pesado, se vio obligado a retirarse y renunciar a su título debido a una grave lesión en el cuello; Edge fue incluido en el Salón de la Fama de la WWE en 2012. Después de nueve años y dos cirugías de cuello, Edge hizo su regreso como participante sorpresa en el Royal Rumble 2020, llegando a los tres últimos. Al año siguiente, Edge declaró su participación para el Royal Rumble 2021, prometiendo ganar el Royal Rumble match masculino para poder ir a WrestleMania 37 y convertirse en campeón mundial nuevamente, ya que nunca había perdido su título mundial. En el evento del 31 de enero, Edge ingresó al combate en el número uno y ganó, ganando un combate por el campeonato mundial de su elección en WrestleMania 37. Durante la semana siguiente, Edge apareció en Raw, NXT y SmackDown, enfrentándose al campeón mundial de cada marca, pero declaró que esperaría hasta después de Elimination Chamber 2021 para tomar su decisión. Después de que el Campeón Universal de SmackDown, Roman Reigns, retuviera su título en el evento, Edge apareció y realizó un Spear en Reigns. Luego señaló el letrero de WrestleMania, indicando que había elegido desafiar a Reigns por el Campeonato Universal, que luego se confirmó. Esto se produjo después de que Reigns le exigiera a Edge que lo eligiera, y después de que Reigns atacara a Edge con un Spear en el episodio del 19 de febrero de SmackDown. Sin embargo, también en esta época, Bryan comenzó a perseguir a Reigns para un combate por el Campeonato Universal y se burlaría de Reigns por defender el título contra él inmediatamente después de que Bryan ganara una lucha en Elimination Chamber por una oportunidad por el título. En Fastlane el 21 de marzo, Bryan desafió a Reigns por el campeonato una vez más, con Edge actuando como árbitro invitado especial; Reigns ganó la lucha después de que Edge atacara a ambos hombres con una silla de acero. En el episodio del 26 de marzo de SmackDown, el oficial de la WWE, Adam Pearce, anunció que Reigns defendería el Campeonato Universal contra Bryan y Edge en un combate de triple amenaza en WrestleMania.
En Royal Rumble, Bianca Belair de SmackDown ganó el Royal Rumble match femenino para ganar un combate por el campeonato mundial femenino de su elección en WrestleMania 37. Belair discutió sus tres opciones durante las próximas semanas, pero se había involucrado principalmente en segmentos con la Campeona Femenina de SmackDown Sasha Banks, quien aunque felicitó a Belair, dijo que Belair no era la mejor ya que no tenía el Campeonato Femenino de SmackDown, jugando con el gimmick «EST» de Belair. En el episodio del 26 de febrero de SmackDown, Belair finalmente decidió que desafiaría a Banks por el Campeonato Femenino de SmackDown en WrestleMania.
En Elimination Chamber, Drew McIntyre ganó el Elimination Chamber match de Raw para retener el Campeonato de la WWE. Sin embargo, después de la lucha, McIntyre fue atacado por Bobby Lashley, lo que permitió a The Miz cobrar su contrato Money in the Bank y ganar el campeonato. Como parte de un acuerdo que Miz hizo con MVP, el mánager del stable de Lashley, The Hurt Business, Miz estaba programado para defender el título contra Lashley, quien derrotó a Miz en un Lumberjack match para ganar el título en el episodio del 1 de marzo de Raw. En el episodio del 15 de marzo, Lashley afirmó que destruyó a McIntyre en Elimination Chamber y lo haría nuevamente en WrestleMania 37, confirmando que Lashley defendería el título contra McIntyre en el evento. McIntyre salió y felicitó a Lashley por convertirse en campeón, y señaló que ambos tenían un largo camino para ganar el Campeonato de la WWE: 16 años para Lashley y 17 años para McIntyre. Sin embargo, McIntyre se burló de Lashley, ya que McIntyre ganó por primera vez el campeonato en WrestleMania 36 al derrotar a Brock Lesnar, mientras que Lashley ganó el campeonato al hacer un trato clandestino y derrotar a Miz en un episodio de Raw. McIntyre luego declaró que recuperaría el campeonato en WrestleMania. La semana siguiente, McIntyre derrotó a Cedric Alexander y Shelton Benjamin de The Hurt Business en un Handicap match, excluyendo a Alexander y Benjamin de estar al lado del ring durante la lucha por el Campeonato de la WWE en WrestleMania.
Indignado por quedar fuera del Elimination Chamber match de Raw, Braun Strowman discrepó de los oficiales de la WWE, Shane McMahon y Adam Pearce. Después de un intento fallido de rectificar las cosas con Strowman, Shane comenzó a insultar la inteligencia de Strowman. Strowman luego desafió a Shane a un combate en el episodio del 15 de marzo de Raw. La lucha, sin embargo, nunca comenzó oficialmente y los dos se pelearon con Shane llamando estúpido a Strowman. Esto llevó a que se programara una lucha entre los dos en Fastlane. Esta lucha tampoco se llevó a cabo debido a que Shane se lesionó la rodilla mientras entrenaba y seleccionó a Elias como su reemplazo para enfrentar a Strowman, quien derrotó a Elias. La noche siguiente en Raw, Shane, junto con Elias y Jaxson Ryker, continuaron burlándose de Strowman, quien salió y derrotó a Elias en una revancha. Después del combate, Shane atacó a Strowman con su muleta, revelando que Shane había fingido su lesión. Shane luego se retiró, después de lo cual, Strowman desafió a Shane a un combate en WrestleMania 37 y Shane aceptó.
En Royal Rumble, The Miz intentó persuadir al reguetonero Bad Bunny, quien había interpretado su canción «Booker T» en el evento, a un acuerdo para convertirse en una superestrella de la WWE bajo su tutela; sin embargo, Bad Bunny rechazó la oferta. Más tarde, durante el Royal Rumble match, cuando Miz hizo su entrada, destruyó el equipo de DJ de Bad Bunny. Un furioso Bad Bunny salió y distrajo a Miz, permitiendo que Damian Priest lo eliminara. La noche siguiente en Raw, Bad Bunny fue invitado en Miz TV. The Miz se disculpó por sus acciones en Royal Rumble, que Bad Bunny aceptó; sin embargo, Bad Bunny no se disculpó por sus propias acciones y luego declaró que uno de sus sueños era convertirse en un luchador de la WWE, con lo que Miz afirmó que podría ayudarlo como mentor, sin embargo, Bad Bunny rechazó la oferta. Bad Bunny luego declaró que la única razón por la que estaba allí era porque su «amigo» quería estar en Miz TV, lo que provocó que Priest saliera, haciendo su debut en Raw. Priest luego atacó a Miz y lo derrotó en una lucha. Durante las siguientes semanas, Miz y su compañero de equipo John Morrison continuarían burlándose constantemente de Bad Bunny. En el episodio del 23 de marzo de Raw, Miz desafió a Bad Bunny a un combate en WrestleMania 37. Después del combate de Miz, Bad Bunny atacó a Miz y aceptó. Sin embargo, después de que Miz y Morrison vandalizaran el Bugatti de Bad Bunny y atacaran a Bad Bunny en el episodio del 5 de abril, la estipulación del combate cambió cuando Priest y Bad Bunny desafiaron a Miz y Morrison a un combate por equipos, que Miz y Morrison aceptaron.
En TLC: Tables, Ladders & Chairs en diciembre de 2020, Randy Orton derrotó a "The Fiend" Bray Wyatt en un Firefly Inferno match. Después de la lucha, Orton roció el cuerpo de The Fiend con gasolina y le prendió fuego. Después de este incidente, Alexa Bliss, que se había aliado con The Fiend meses antes, comenzó a perseguir a Orton semanalmente, lo que le hizo perder varias luchas. En el episodio del 15 de marzo de Raw, Bliss desafió a Orton a un combate en Fastlane, y Orton aceptó con la esperanza de librar a Bliss de su vida. En Fastlane, Bliss derrotó a Orton, gracias al regreso de The Fiend, ahora con una apariencia carbonizada. La noche siguiente en Raw, Orton intentó convocar a The Fiend. Bliss apareció en el escenario sosteniendo una caja sorpresa que indicaba el regreso de The Fiend, después de lo cual, las luces se apagaron. Cuando regresaron, The Fiend estaba de pie en el ring. Orton realizó un RKO a The Fiend, después de lo cual, Bliss caminó hacia el ring para burlarse de Orton. The Fiend luego se puso de pie y atacó a Orton con un Sister Abigail. Bliss luego señaló al letrero de WrestleMania, lo que indicó un desafío y luego se anunció que The Fiend se enfrentaría a Orton en WrestleMania 37.
Después de no poder derrotar a Big E por el Campeonato Intercontinental en enero, Apollo Crews cambió a heel, afirmando que poseía raíces reales nigerianas y comenzando a abrazarlas, incluso hablando con acento nigeriano. En el episodio del 19 de febrero de SmackDown, después de la derrota de Crews contra Shinsuke Nakamura donde Big E estaba comentando, Crews atacó a Nakamura después del combate. Big E ayudó a Nakamura, sin embargo, Crews atacó a Big E con los escalones de acero, dejándolo fuera de acción durante un par de semanas. En Fastlane, Big E derrotó a Crews para retener el título una vez más, después de lo cual, Crews atacó a Big E. En el episodio del 26 de marzo de SmackDown, Crews cubrió a Big E en una lucha por equipos de seis hombres. Otro combate entre los dos por el título se estableció posteriormente para WrestleMania 37. La semana siguiente, Crews afirmó que la estipulación del combate sería un Nigerian Drum Fight.
En el episodio del 22 de marzo de Raw, después de que Asuka defendiera con éxito el Campeonato Femenino de Raw, Rhea Ripley hizo su debut en el roster principal, desafiándola por el título en WrestleMania 37, y Asuka aceptó.
En el episodio del 22 de marzo de Raw, luego de la derrota de Sheamus, este atacó al Campeón de los Estados Unidos Riddle con un scooter en backstage. La semana siguiente, Sheamus volvió a atacar a Riddle tras bambalinas antes de derrotarlo en un combate no titular más tarde esa noche. Posteriormente, Riddle envió a Sheamus por la cuerda superior, preparando un combate por el Campeonato de los Estados Unidos entre los dos en WrestleMania 37.
En el episodio del 15 de marzo de Raw, después de que The New Day (Kofi Kingston & Xavier Woods) ganaran el Campeonato de Parejas de Raw por quinta vez, se enfrentaron a AJ Styles & Omos, quienes desafiaron a los campeones por los títulos en WrestleMania 37, que se hizo oficial.
En el episodio del 12 de febrero de SmackDown, Seth Rollins regresó a la programación de SmackDown, afirmando que él era el líder que la marca necesitaba y que la lista de SmackDown necesitaba "abrazar la visión", lo que provocó que todo el roster le abandonara. Rollins luego atacó a Cesaro, quien fue el único que se quedó atrás. La semana siguiente, Rollins declaró que su momento fue arruinado por un "montón de perdedores", y tildó a Cesaro el mayor perdedor de todos. En el episodio del 26 de febrero, después de que Rollins le dijera a Cesaro que siempre se quedaba corto a diferencia de él, Cesaro le aplicó el Cesaro Swing. Dos semanas después, Rollins interfirió en un combate de Cesaro y le dio dos Curbs Stomps. Cuando Rollins intentó un tercer Stomp, esta vez con la cabeza de Cesaro envuelta en una silla, el oficial de la WWE Adam Pearce y varios otros oficiales lo detuvieron. Después de que Rollins ganó su combate en el episodio del 26 de marzo, Cesaro lo atacó e intentó el Cesaro Swing nuevamente, pero Rollins se retiró. Entre bastidores, Rollins desafió a Cesaro a un combate en WrestleMania 37, después de lo cual, Cesaro realizó finalmente otro Cesaro Swing aceptó el desafío.
Durante la Elimination Chamber match de SmackDown en Elimination Chamber, Kevin Owens eliminó a Sami Zayn del combate. En el episodio del 19 de marzo de SmackDown, Zayn propuso a Owens que se uniera a su documental de conspiración. Más tarde esa noche, después de que Zayn perdiera su combate, realizó un Helluva Kick en Owens. La semana siguiente, Owens presentó el "The KO Show", con Zayn como invitado especial, después de que este le rogara que fuera parte de su documental. Owens desafió a Zayn a un combate en WrestleMania 37, que Zayn aceptó. En el episodio del 2 de abril, Zayn trajo al youtuber Logan Paul y le pidió que le apoyara en su combate contra Owens. Después de que Paul y Zayn vieron el documental, Owens apareció y atacó a Zayn antes de empujar a Paul.
En el episodio del 5 de abril de Raw, cinco equipos de luchadoras protagonizarían una trifulca y por ello lo que se anunció un combate en la noche 1 de WrestleMania 37 cuyas ganadoras enfrentarían a Nia Jax & Shayna Baszler por el Campeonato Femenino en Parejas de la WWE en la noche 2 del evento. Los equipos anunciados serían: The Riott Squad (Ruby Riott & Liv Morgan), Natalya & Tamina, Lana & Naomi, Dana Brooke & Mandy Rose y Billie Kay & Carmella.

## Resultados

### Noche 1: 10 de abril
- Bobby Lashley (con MVP) derrotó a Drew McIntyre y retuvo el Campeonato de la WWE (18:20).[61][62]
  - Lashley dejó inconsciente a McIntyre con un «Hurt Lock».
  - Durante el combate, MVP interfirió a favor de Lashley.
- Natalya & Tamina derrotaron a Carmella & Billie Kay, Lana & Naomi, Dana Brooke & Mandy Rose y The Riott Squad (Liv Morgan & Ruby Riott) en un Tag Team Turmoil y ganaron una oportunidad por el Campeonato Femenino en Parejas de la WWE (14:15).[61][63]
  - Kay cubrió a Naomi con un «Roll-Up» apoyándose en Carmella.
  - Riott cubrió a Kay después de un «Cannon Ball» sobre las rodillas de Morgan.
  - Morgan cubrió a Brooke con un «Roll-Up».
  - Tamina cubrió a Riott después de un «Superfly Splash».
  - Está fue la última lucha de Kay en WWE.
- Cesaro derrotó a Seth Rollins (11:35).[61][64]
  - Cesaro cubrió a Rollins después de un «Neutralizer».
- AJ Styles & Omos derrotaron a The New Day (Kofi Kingston & Xavier Woods) y ganaron el Campeonato en Parejas de Raw (9:45).[61][65]
  - Omos cubrió a Kingston después de un «Chokebomb».
- Braun Strowman derrotó a Shane McMahon en un Steel Cage Match (11:25).[61][66]
  - Strowman cubrió a Shane después de un «Running Powerslam».
  - Antes de la lucha, Elias & Jaxson Ryker atacaron a Strowman.
- Bad Bunny & Damian Priest derrotaron a The Miz & John Morrison (15:05).[61][67]
  - Bunny cubrió a The Miz después de un «Bunny Splash».
  - Está fue la primera lucha de Bad Bunny en WWE.
- Bianca Belair derrotó a Sasha Banks y ganó el Campeonato Femenino de SmackDown (17:15).[61][68]
  - Belair cubrió a Banks después de un «KOD».
  - Este es segundo evento principal femenino de Wrestlemania y el primero estelarizado por mujeres de color.

### Noche 2: 11 de abril
- Randy Orton derrotó a "The Fiend" Bray Wyatt (con Alexa Bliss) (5:50).[69][70]
  - Orton cubrió a Wyatt después de un «RKO».
  - Durante la lucha, Bliss interfirió en contra de Wyatt.
- Nia Jax & Shayna Baszler derrotaron a Natalya & Tamina y retuvieron el Campeonato Femenino en Parejas de la WWE (14:20).[69][71]
  - Baszler dejó inconsciente a Natalya con un «Kirifuda Clutch».
- Kevin Owens derrotó a Sami Zayn (con Logan Paul) (9:20).[69][72]
  - Owens cubrió a Zayn después de un «Stunner».
  - Después de la lucha, Owens atacó a Paul con un «Stunner».
- Sheamus derrotó a Riddle y ganó el Campeonato de los Estados Unidos (10:50).[69][73]
  - Sheamus cubrió a Riddle después de un «Brogue Kick» en el aire.
- Apollo Crews derrotó a Big E en un Nigerian Drum Fight y ganó el Campeonato Intercontinental (6:50).[69][74]
  - Crews cubrió a Big E después de un «Chokeslam» de Commander Azeez.
- Rhea Ripley derrotó a Asuka y ganó el Campeonato Femenino de Raw (13:30).[69][75]
  - Ripley cubrió a Asuka después de un «Riptide».
  - New Years Day interpretaron el tema de entrada de Ripley.

- Roman Reigns (con Paul Heyman & Jey Uso) derrotó a Edge y Daniel Bryan y retuvo el Campeonato Universal de la WWE (21:40).[69][76]
  - Reigns cubrió a Edge y Bryan simultáneamente después de aplicarle un «Con-chair-to» a Edge.
  - Durante la lucha, Jey interfirió a favor de Reigns.

## SmackDown WrestleMania Edition
- The Dirty Dawgs (Dolph Ziggler & Robert Roode) derrotaron a The Street Profits (Angelo Dawkins & Montez Ford), The Mysterios (Dominik & Rey Mysterio) y Alpha Academy (Chad Gable & Otis) y retuvieron el Campeonato en Parejas de SmackDown.
  - Roode cubrió a Gable después de un «From The Heavens» de Ford.
- Tamina (con Natalya) derrotó a Nia Jax (con Shayna Baszler & Reginald) por descalificación.
  - Jax fue descalificada después de que Baszler atacara a Tamina.
  - Durante la lucha, Natalya interfirió a favor de Tamina, mientras Baszler & Reginald interfirieron a favor de Jax.
- Jey Uso ganó el André the Giant Memorial Battle Royal.
  - Jey eliminó finalmente a Shinsuke Nakamura, ganando la lucha.
  - Los otros participantes fueron (en orden de eliminación y quien lo eliminó): Akira Tozawa (Alexander y Benjamin), Tucker (Alexander y Benjamin), Shelton Benjamin (Varios), Cedric Alexander (Varios), Erik (Elias y Ryker), Drew Gulak (T-BAR y MACE), Humberto Carrillo (T-BAR y MACE), SLAPJACK (Elias), Elias (T-BAR), Jaxson Ryker (MACE), MACE (Ali), T-BAR (Ali), Kalisto (Dorado), Lince Dorado (Metalik), Gran Metalik (Corbin), Murphy (Corbin), Angel Garza (Nakamura), Mustafa Ali (Ricochet), Ricochet (Jey) y King Corbin (Nakamura).